# Hyundai Getz
El Hyundai Getz  es un automóvil de turismo del segmento B producido por el fabricante surcoreano Hyundai Motor Company desde el año 2002. Situado en tamaño y precio entre el Hyundai Atos y el Hyundai Accent, tiene como rivales a modelos como el Chevrolet Aveo, el Suzuki Swift, el Honda City, el Mitsubishi Colt, el Nissan Micra, el Renault Clio y el Toyota Yaris.
El Getz es un cinco plazas con motor delantero transversal y tracción delantera. Se ofrece con carrocerías hatchback de tres y cinco puertas, así como con una caja de cambios manual de cinco marchas y una automática de cuatro marchas. el Getz fue sucedido por el Hyundai i20 en Europa, en Corea y Latinoamérica continuó su comercialización.

### Motor
Sus motores gasolina son atmosféricos de cuatro cilindros en línea con inyección de combustible: un 1.1 litros de tres válvulas por cilindro y 63 a 66 CV, un 1.3 litros de tres válvulas por cilindro y 82 CV y un 1.6 litros de cuatro válvulas por cilindro y 110 CV.
En enero de 2006 recibe un restyling, adoptando nuevas ópticas delanteras y traseras, ligeros cambios en el mando de instrumentos, con materiales de mejor apariencia y el motor 1.3 12V desaparece dando paso a un nuevo motor 1.4 16V DOHC con 95 CV
Los diésel son un tres cilindros en línea de 1.5 CRDi con turbocompresor de geometría fija y 82 CV, y un cuatro cilindros en línea de 1.5 litros y 88 o 110 CV y 16 válvulas, según si el turbocompresor es de geometría fija o variable, denominados por la marca de alta y baja potencia, todos tienen cuatro válvulas por cilindro, inyección directa con alimentación por conducto común e intercooler. Todas sus motorizaciones destacan por su fiabilidad y buen rendimiento, tanto es así que han usado los motores 1.5 CRDI 16V 110 CV para competiciones de la copa Hyundai.  

### Hyundai Getz edición limitada
Para celebrar el éxito que tiene Hyundai en las competiciones celebradas en España, se lanzó una edición limitada del Hyundai Getz denominada "Copa" para celebrar de una forma u otra todos esos logros conseguidos. Se trata de una edición muy exclusiva, puesto que fue limitada a sólo 150 unidades.
Tiene algunas diferencias con respecto al Hyundai Getz normal, por ejemplo el interior, con asientos de color rojo, volante en cuero de color mixto, rojo y negro, pomo de la palanca de cambios con un aspecto más deportivo de color rojo, airbags en los asientos, tiradores de la puerta metálicos en color plateado, reposabrazos para el conductor, otros elementos que destacan de esta versión es que vienen con: frenos de disco a las cuatro ruedas, faros antiniebla, llantas de aleación, dirección asistida eléctrica y progresiva, cierre centralizado con mando, Alpine CD MP3, airbags frontales y laterales, alerón trasero, elevalunas eléctricos, espejos regulables eléctricamente, aire acondicionado, paragolpes en color carrocería, etc.
Esta edición va exclusivamente asociada al motor 1.5 CRDi 16v de 110 CV y a la carrocería de tres puertas.

### Galería

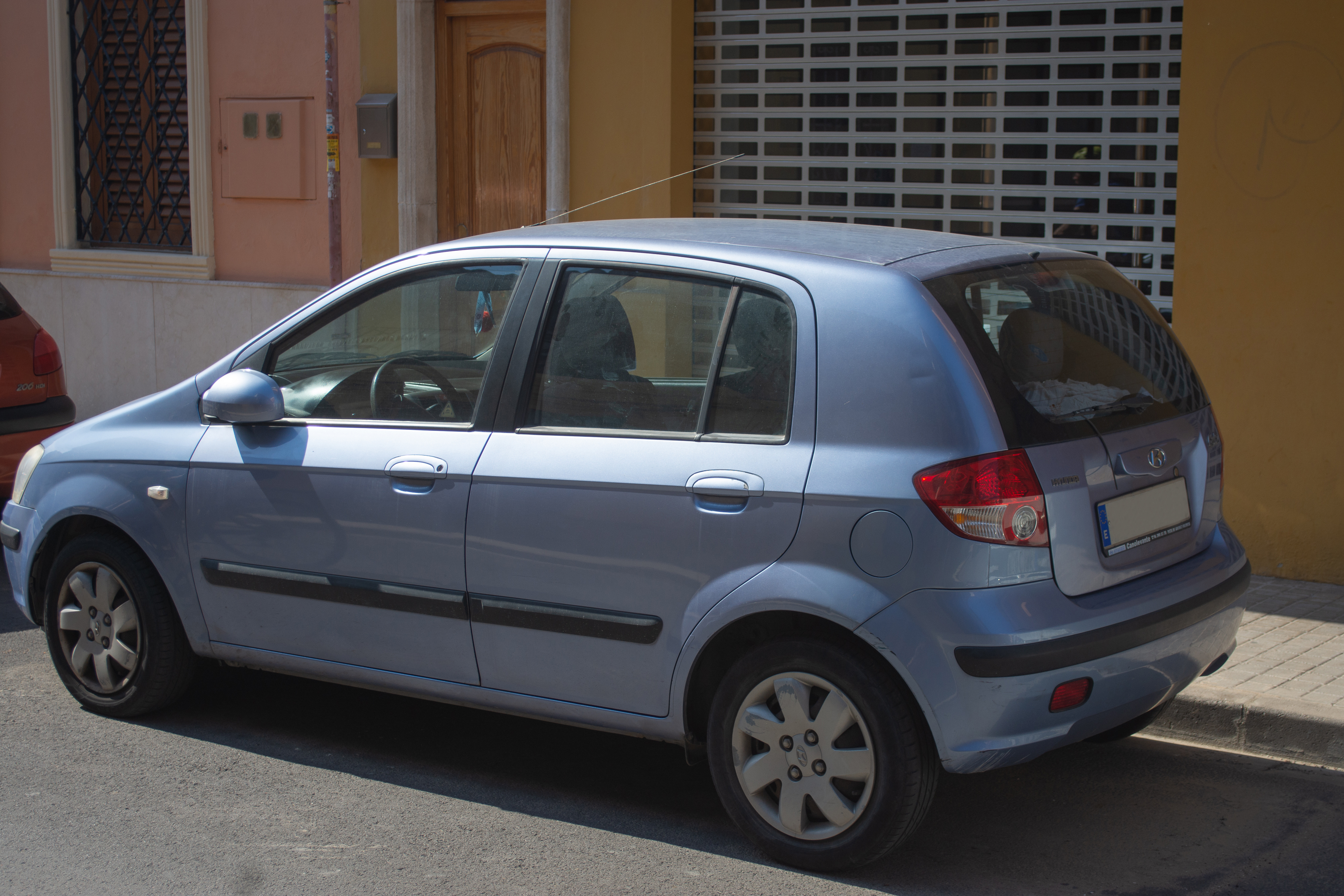
Lado izquierdo del Hyundai Getz
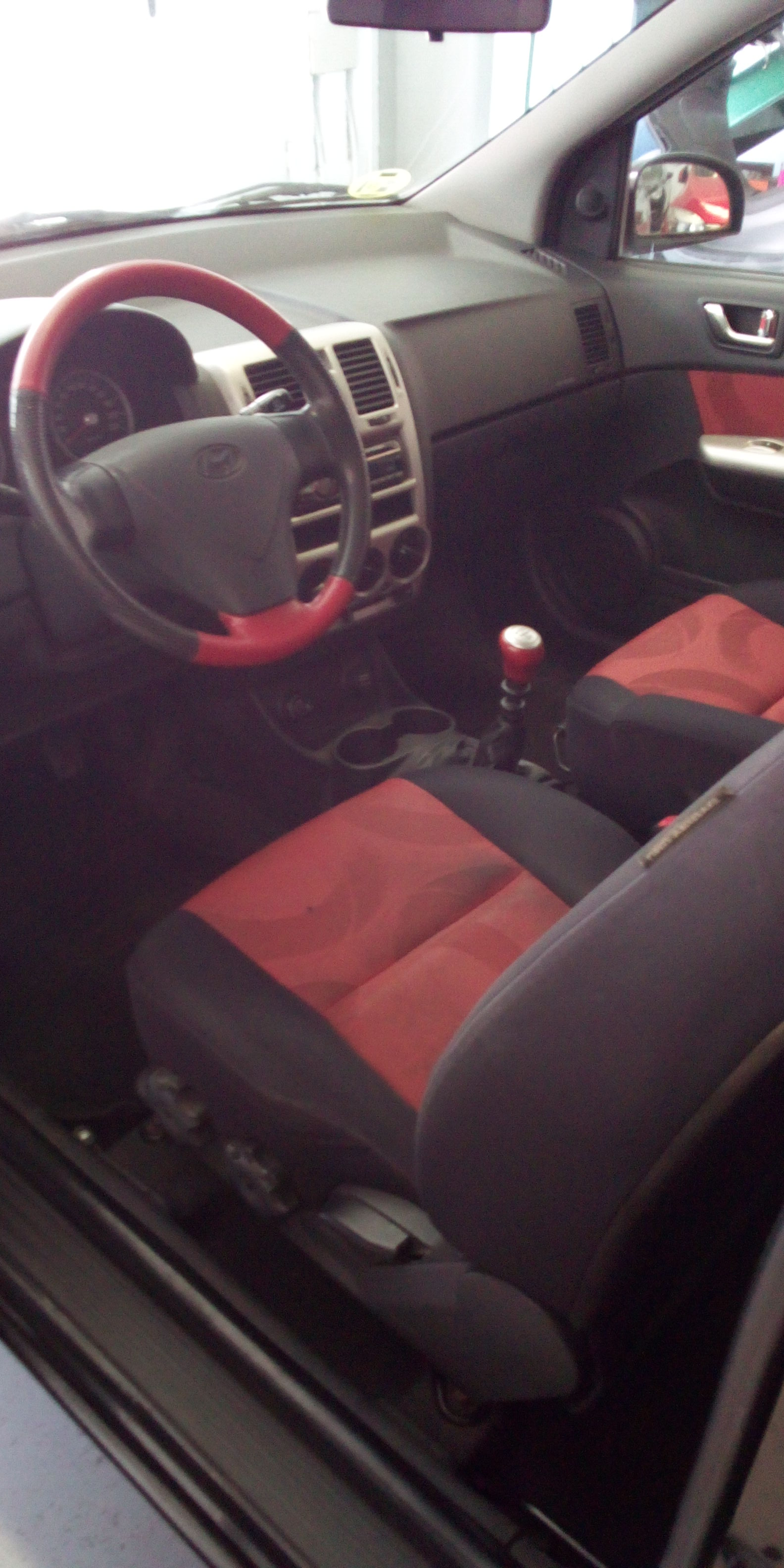
Interior del Hyundai Getz de la Copa Limitada
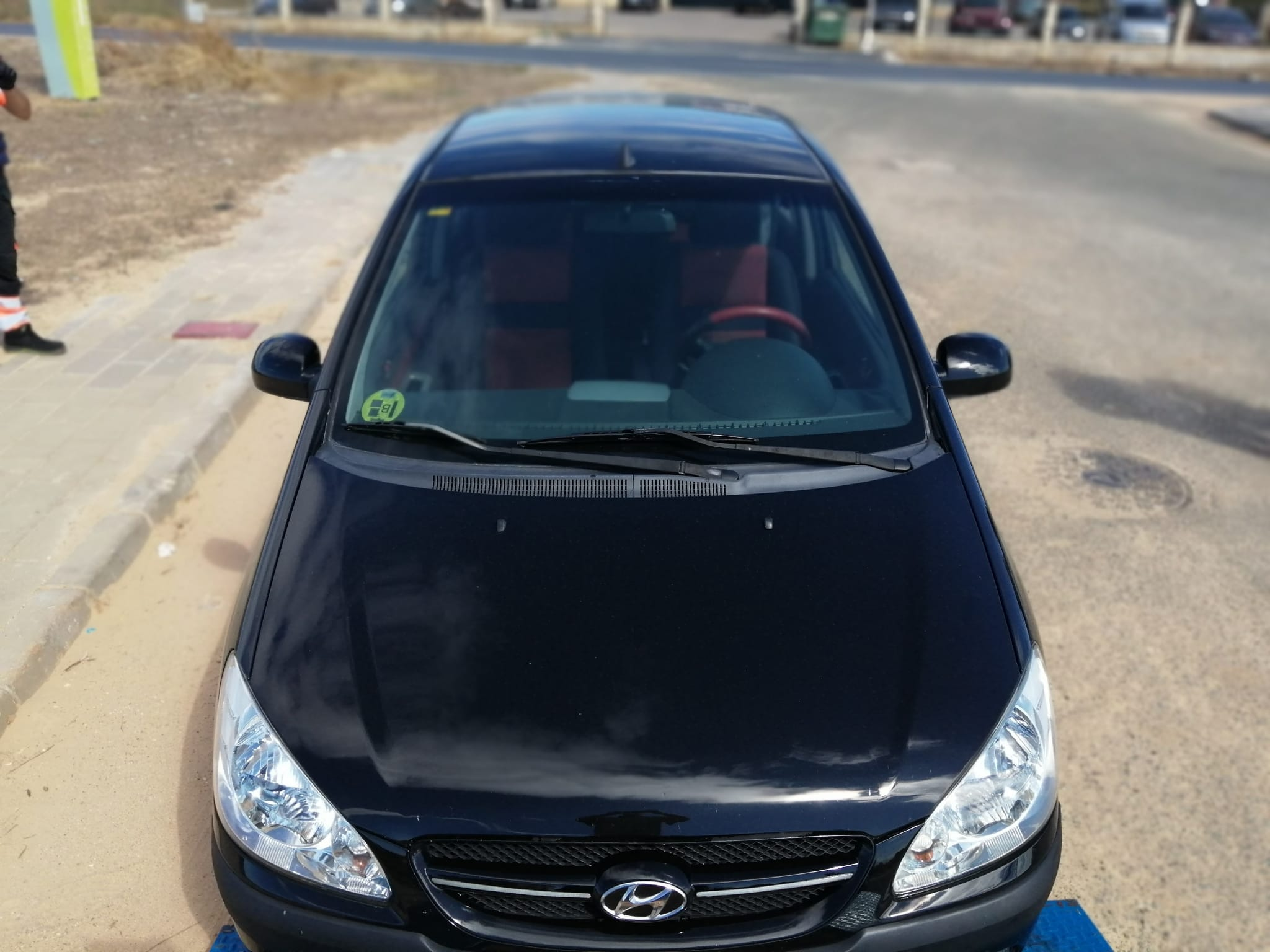
Hyundai Getz de la Copa Limitada
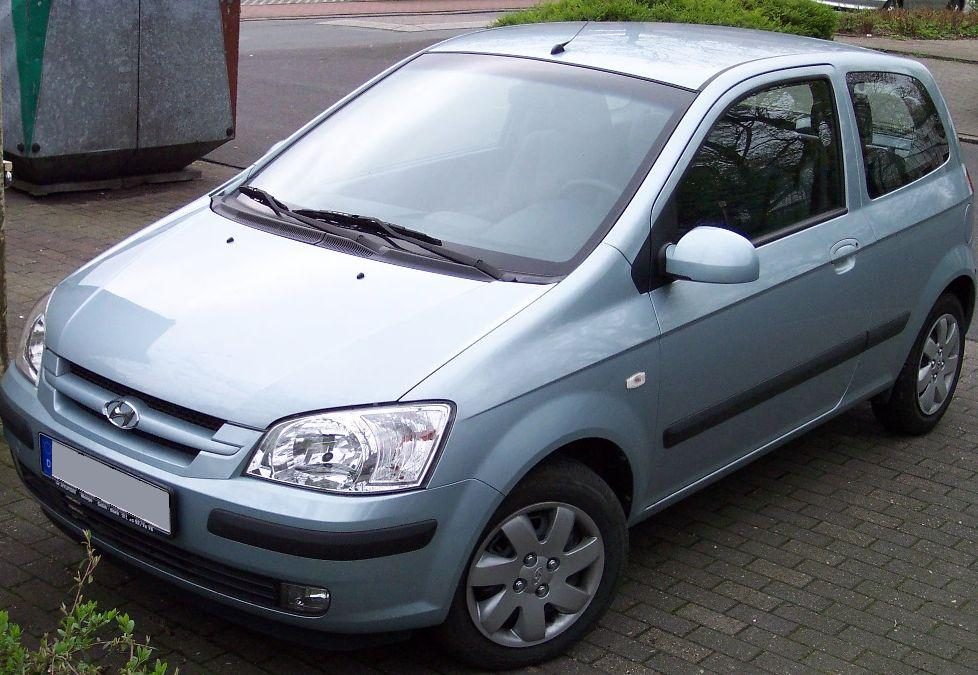
Hyundai Getz VL
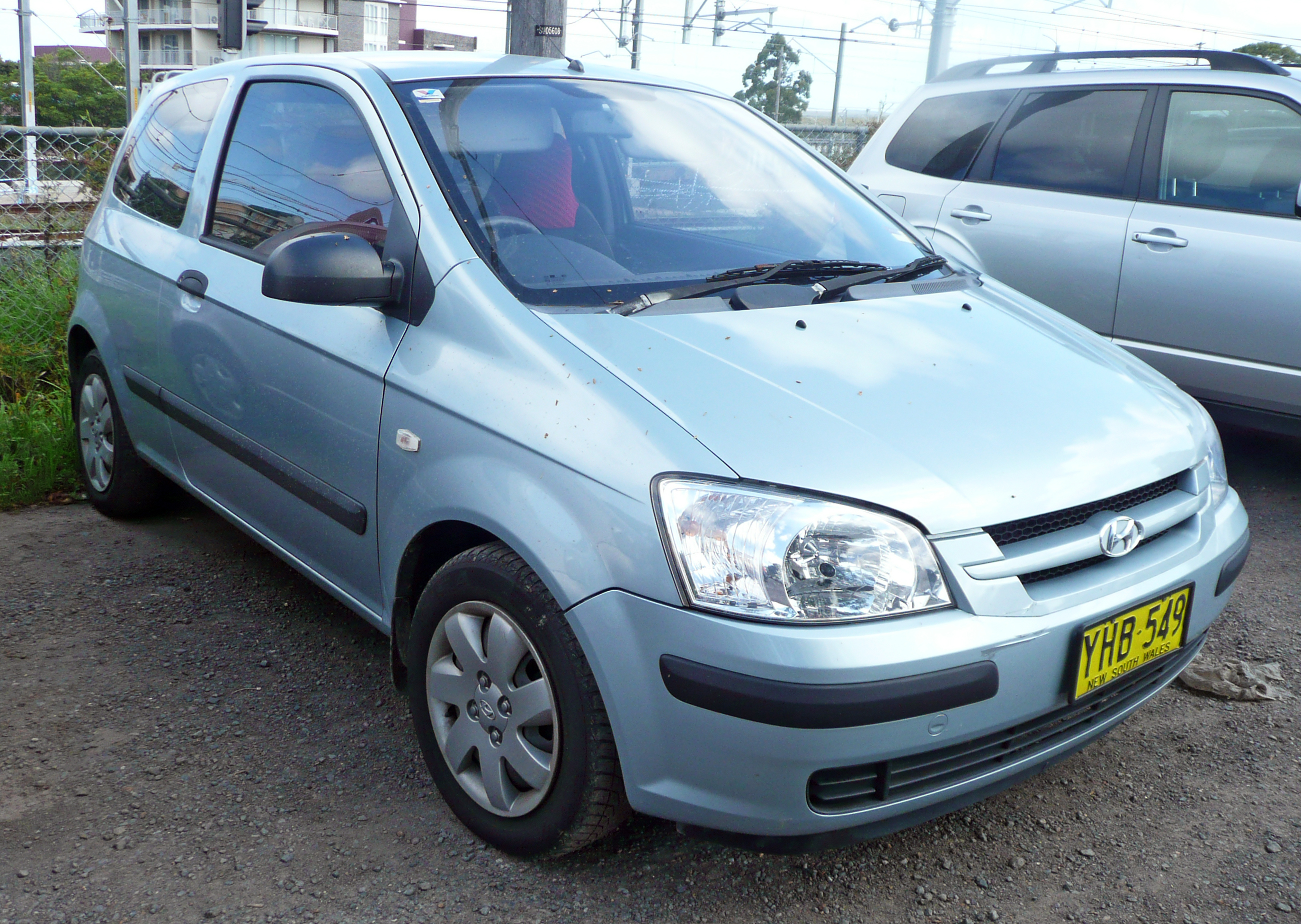
Hyundai Getz Click